# George Edgcumbe, 1. Earl of Mount Edgcumbe

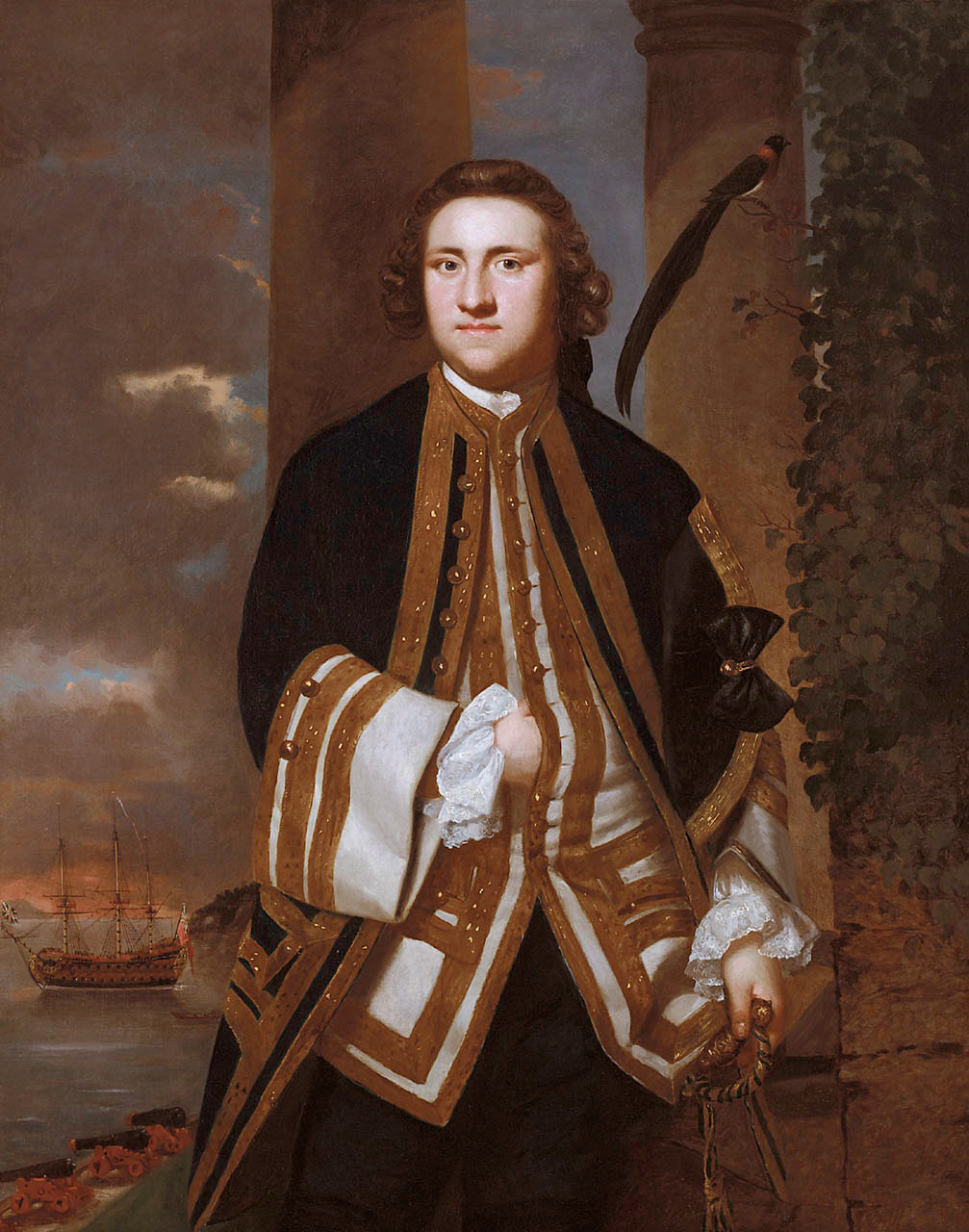
George Edgcumbe, Gemälde von Joshua Reynolds

George Edgcumbe, 1. Earl of Mount Edgcumbe (* 3. März 1720; † 4. Februar 1795 in London) war ein britischer Adliger, Marineoffizier und Politiker. Als offenbar fähiger Marineoffizier stieg er bis zum Kapitän auf, dazu wurde er viermal als Abgeordneter für das House of Commons gewählt. Später erbte er eine Peerwürde, wurde zum Admiral befördert und als bedeutender lokaler Adliger zum Earl erhoben.

## Herkunft und Jugend
George Edgcumbe entstammte der Familie Edgcumbe. Er war der dritte und jüngste, doch zweite überlebende Sohn von Richard Edgcumbe, 1. Baron Edgcumbe und dessen Frau Matilda Furnese. Vermutlich besuchte er zunächst Eton College, ehe er wohl zu den ersten acht Schülern gehörte, die ab dem 14. August 1733 die neue Royal Naval Academy in Portsmouth besuchten.

## Karriere als Militär und Politiker

### Aufstieg zum Kapitän während des Österreichischen Erbfolgekriegs
Trotz des Besuches der Marineakademie diente Edgcumbe ab 1735 als Midshipman fast vier Jahre lang auf dem 60-Kanonen-Schiff York sowie kurzzeitig auf anderen Schiffen, ehe er am 4. Oktober 1739 zum Lieutenant befördert wurde. Als dritter Lieutenant diente er auf der Superb, die zur Mittelmeerflotte gehörte. Während des Österreichischen Erbfolgekriegs wechselte Edgcumbe als Lieutenant auf das 70-Kanonenschiff Nassau, ehe er Anfang 1743 als Kommandant der Bombarde Terrible sein erstes eigenes Kommando erhielt. Am 19. August 1744 wurde er zum Captain befördert und Kommandant des 20-Kanonen-Post ships Kennington. Mit dieser diente er wieder im Mittelmeer, ehe er 1745 das neue 50-Kanonenschiff Salisbury der Home Station übernahm. Dieses Kommando behielt er bis zum Frieden von Aachen 1748.

### Abgeordneter im House of Commons
Am 30. Juni 1746 war Edgcumbe in einer Nachwahl als Abgeordneter für das Borough Fowey gewählt worden. Im House of Commons galt er als Unterstützer der Whig-Regierung, doch wegen seines Militärdienstes wird er selten an den Sitzungen teilgenommen haben. Er wurde nie als Redner vermerkt, doch dank des Einflusses seines Vaters wurde er bei den Unterhauswahlen 1747, 1754 und im März 1761 jeweils wiedergewählt. Nachdem sein Vater Chancellor of the Duchy of Lancaster geworden war, übertrug er George 1747 als Clerk of the Council die Verwaltung der Ländereien des Duchy of Lancaster.

### Dienst während des Siebenjährigen Kriegs
1751 war Edgcumbe Kommandant des 70-Kanonenschiffs Monmouth und 1752 des 50-Kanonenschiffs Deptford. Zusammen mit einigen weiteren kleineren Schiffen lag die Deptford vor Maó, dem britischen Stützpunkt auf Menorca im Mittelmeer, als die Franzosen während des Siebenjährigen Kriegs am 19. April 1756 auf der Insel landeten. Edgcumbe brachte rasch die an Bord befindliche Marineinfanterie sowie so viele Seeleute zum Kampf an Land, wie er entbehren konnte. Bevor die Franzosen den Hafen blockieren konnten, verließ er am 20. April Maó und segelte nach Gibraltar. Dort schloss er sich Admiral John Byng an, der ihn auf das 66-Kanonenschiff Lancaster versetzte. Mit diesem Schiff nahm er am 20. Mai 1756 unter Konteradmiral Temple West an der Seeschlacht von Menorca teil. In der Schlacht wurde die Lancaster vom übrigen Teil der Flotte nicht unterstützt, weshalb es schwere Verluste erlitt. Aufgrund des ungünstigen Verlaufs der Schlacht wurde Admiral Byng von einem Kriegsgericht zum Tode verurteilt. 1757 erbeutete Edgcumbe mit der Lancaster zwei Prisen, und 1758 gehörte die Lancaster mit Edgcumbe zu der Flotte, die unter dem Kommando von Admiral Edward Boscawen die französische Festung Louisbourg in Kanada belagerte und eroberte. Danach kehrte Edgcumbe nach Großbritannien zurück, wobei er die Nachricht von der Eroberung von Louisburg mitbrachte. Er erhielt nun das Kommando über das neue 74-Kanonen-Schiff Hero, mit dem er im Sommer 1759 an der langen Blockade von Brest und an der folgenden Seeschlacht in der Bucht von Quiberon teilnahm. Danach wurde er mit der Hero der  Channel Fleet unter Admiral Edward Hawke bzw. Admiral Boscawen unterstellt. Als sein Bruder Richard Edgcumbe, 2. Baron Edgcumbe im Mai 1761 starb, erbte Edgcumbe die Besitzungen der Familie und den Titel Baron Edgcumbe. Daraufhin legte er sein Kommando nieder.

### Weitere Dienste als Militär, Höfling und Politiker
Als 3. Baron Edgcumbe war Edgcumbe Mitglied des House of Lords geworden, womit er aus dem House of Commons ausschied und 1762 auch sein Amt als Clerk of the Council of the Duchy of Lancaster niederlegte. Am 18. Juni 1761 wurde er Lord Lieutenant von Cornwall. Ohne ein aktives Kommando innezuhaben, wurde er am 21. Oktober 1762 zum Konteradmiral befördert. Von 1765 bis 1766 hatte er das Hofamt des Treasurer of the Household inne, womit er auch Mitglied der Privy Council wurde. Anschließend diente er bis 1770 als Command-in-Chief des Marinestützpunkts Plymouth. Am 24. Oktober 1770 wurde er zum Vizeadmiral befördert. 1773 erhielt er erneut den Oberbefehl von Plymouth. Als König Georg III. im Juni 1773 eine Flottenparade vor Spithead abnahm, befehligte Edgcumbe einen Teil der Flotte. Edgcumbe genoss die Gunst des Königs. Von 1773 bis 1782 diente er als Captain der Gentlemen Pensioneers, und obwohl er nach 1773 kein aktives Flottenkommando mehr erhielt, wurde er am 29. Januar 1778 zum Admiral of the White befördert. Anlässlich eines Besuchs in Mount Edgcumbe House erhob der König ihn am 5. März 1781 zum Viscount Mount Edgcumbe and Valletort. Angeblich erhielt er diesen Titel als Entschädigung für die Beschädigungen im Park von Mount Edgcumbe, nachdem dort während des Amerikanischen Unabhängigkeitskriegs zur Abwehr einer befürchteten Landung von französisch-spanischen Streitkräften Befestigungen angelegt worden waren. Von 1771 bis 1773 und von 1784 bis 1793 diente Edgcumbe als Vice-Treasurer von Irland, dazu war er ab 1782 als Vice-Admiral of Cornwall für die Küstenverteidigung von Cornwall zuständig. Bei einem weiteren Besuch in Mount Edgcumbe erhob ihn der König am 31. August 1789 zum Earl of Mount Edgcumbe.

## Familie
Edgcumbe hatte am 16. August 1761 Emma Gilbert, die einzige Tochter von Most Rev. John Gilbert, Erzbischof von York, geheiratet. Mit ihr hatte er einen Sohn, Richard Edgcumbe, der sein Erbe als 2. Earl of Mount Edgcumbe wurde. Edgcumbes Testament zeigt, dass er trotz seiner umfangreichen Besitzungen befürchtet hatte, in finanzielle Bedrängnis geraten zu können. Dies erklärt möglicherweise die zahlreichen Ämter, die er ausgeübt hat.

## Sonstiges
James Cook benannte den neuseeländischen Vulkan Mount Edgecumbe vermutlich nach George Edgcumbe.
George Edgcumbe begann, die Gärten um seinen Landsitz Mount Edgcumbe in einen Landschaftspark umzugestalten. Der Park gilt als der älteste Landschaftspark Cornwalls. Am 10. Juni 1784 wurde er als Fellow of the Royal Society gewählt.